# 磐城西郷テレビ中継局
磐城西郷テレビ中継局（いわきにしごうテレビちゅうけいきょく）は、福島県西白河郡西郷村に置かれているテレビ中継局。

## 概要
- 当テレビ中継局は、西白河郡西郷村大字真船字蒲日向の川谷南西高地に置かれ、同村内などへ電波を送信している。

## 中継局概要

### デジタルテレビ
| リモコンキーID | 放送局名          | チャンネル | 空中線電力 | ERP | 放送対象地域 | 放送区域内世帯数 | 開局日        |
| 1              | NHK福島総合テレビ | 28ch       | 1W         | 18W | 福島県       | 約4300世帯       | 2010年9月29日 |
| 2              | NHK福島教育テレビ | 37ch       | 1W         | 18W | 全国         | 約4300世帯       | 2010年9月29日 |
| 4              | FCT福島中央テレビ | 33ch       | 1W         | 17W | 福島県       | 約4300世帯       | 2012年5月17日 |
| 5              | KFB福島放送       | 36ch       | 1W         | 17W | 福島県       | 約4300世帯       | 2012年5月17日 |
| 6              | TUFテレビユー福島 | 31ch       | 1W         | 17W | 福島県       | 約4300世帯       | 2012年5月17日 |
| 8              | FTV福島テレビ     | 40ch       | 1W         | 17W | 福島県       | 約4300世帯       | 2012年5月17日 |

#### 備考
- 一般的に地上デジタルテレビジョン送信所の送信出力は、同一場所に設置されていたアナログテレビジョン送信所の映像周波数の送信出力の10分の1に設定されることが通例である。しかし、当中継局のデジタルテレビ出力については、アナログ放送の映像周波数の出力3Wに対し1Wと、アナログ換算で10W相当となる為、実質的に3倍強の増力をされたこととなる[1]。

- 民放は、デジタル新局として開局した。

#### 歴史
- NHK…2010年5月26日に予備免許交付、8月下旬から試験放送実施、9月27日に本免許交付、9月29日から本放送開始。
- 民放…2011年12月5日に予備免許交付、2012年4月上旬から試験放送開始、5月7日に本免許交付、5月17日から本放送開始。

### アナログテレビ
| 放送局名          | チャンネル | 空中線電力        | ERP  | 放送対象地域 | 放送区域内世帯数 |
| NHK福島総合テレビ | 40ch       | 映像3W/ 音声750mW | 不明 | 福島県       | 不明             |
| NHK福島教育テレビ | 42ch       | 映像3W/ 音声750mW | 不明 | 全国         | 不明             |

- 2011年7月24日で廃局となる予定だったが、東日本大震災発生の影響で2012年3月31日まで稼動した。